# Witali Sidorow
Witali Witaljewitsch Sidorow (russisch Виталий Витальевич Сидоров, engl. Transkription Vitaliy Sidorov, ukrainisch Віталій Сидоров – Witalij Sydorow – Vitaliy Sydorov; * 23. März 1970 in Chitschauri, Adscharien) ist ein ehemaliger Diskuswerfer, welcher zuerst für die Ukraine und zuletzt für Russland startete.
Von 1995 bis 1998 wurde er viermal in Folge ukrainischer Meister. Bei den Weltmeisterschaften 1995 in Göteborg schied er in der Qualifikation aus. Bei den Olympischen Spielen 1996 in Atlanta wurde er Siebter und bei den Weltmeisterschaften 1997 in Athen Zehnter.
2000 nahm er die russische Nationalität an und startete für seine neue Heimat bei den Olympischen Spielen in Sydney, scheiterte jedoch in der Qualifikation.

## Persönliche Bestleistungen
- Diskuswurf: 67,90 m, 3. Mai 1998, Kiew
- Kugelstoßen: 18,64 m, 26. Juli 2000, Tula